# Acalypheae
Tribu
Les Acalypheae sont une tribu de plantes à fleurs de la famille des Euphorbiaceae et de la sous-famille des Acalyphoideae. Elle comprend 12 sous-tribus et 32 genres. Le genre type en est Acalypha.

## Liste des sous-taxons
- sous-tribu: Acalyphinae
- sous-tribu: Adrianinae
- sous-tribu: Claoxylinae
- sous-tribu: Cleidiinae
- sous-tribu: Dysopsidinae
- sous-tribu: Lasiococcinae
- sous-tribu: Lobaniliinae
- sous-tribu: Macaranginae
- sous-tribu: Mareyinae
- sous-tribu: Mercurialinae
- sous-tribu: Ricininae
- sous-tribu: Rottlerinae

## Publication originale
- Barthélemy Dumortier, Analyse des familles des plantes, avec l'indication des principaux genres qui s'y rattachent, J. Casterman aîné, Tournai, 1829.